# 塞尔赖恩谷地圣锡格蒙德
塞尔赖恩谷地圣锡格蒙德是奥地利蒂罗尔州因斯布鲁克兰县的一个市镇。总面积102.3平方公里，总人口173人，人口密度1.7人/平方公里（2011年）。